# Бразо
Бразо  (англ. Brazeau River) — река в Канаде (Альберта), приток реки Норт-Саскачеван. Длина реки составляет 210 км.
Берёт начало из озера Бразо на высоте приблизительно 2240 метров. Протекает в восточном направлении. Высота устья — 820 м над уровнем моря.
В нижнем течении реки построена крупнейшая в провинции Альберта ГЭС мощностью 355 МВт и годовым объёмом производства электроэнергии около 394 000 МВт. Необычной особенностью этого гидроэнергетического проекта, введенного в эксплуатацию в 1965 году, является насосная система, способная поднимать воду из резервуара в 20-километровый (12 миль) длинный канал, ведущий к электростанции, чтобы он мог работать на низких уровнях воды в резервуаре.
Река была названа в честь лингвиста Джозефа Бразо.